# Carthalon (magistrat)
Pour les articles homonymes, voir Carthalon.
Carthalon est un magistrat carthaginois de la deuxième moitié du IIIe siècle av. J.-C. mentionné par Appien. Il vainc les troupes de Massinissa dans une escarmouche. Devant la montée des tensions, les Romains préparent la troisième guerre punique et Carthalon est mis à mort par les Carthaginois.